# Rancio (Lecco)
Rancio (Rancc in dialetto lecchese e Rancio di Lecco dal 1863 al 1923) è una parrocchia e un rione della città di Lecco posto nelle alture nordorientali dell'area urbana.

## Geografia fisica
Si trova circa 1,5 chilometri a nord del centro comunale, ai piedi del Monte San Martino e della Corna di Medale.

## Storia
Probabilmente sorto nel medioevo, di Rancio con Castiglione ("Castiglione" è il nome della sua principale frazione) si sa che già nel 1373 esistevano citazioni scritte riguardo alla suddivisione in "superiore" e "inferiore", distinzione che ancor oggi sussiste (in alternativa si sentono spesso nominare anche "Rancio alto" e "Rancio basso"). Grazie ai suoi pendii e prati soleggiati anche in pieno inverno, nel paese le attività agricole e di allevamento sono sempre state il principale mezzo di sostentamento della popolazione.
Nella seconda metà del XVIII secolo, quando da tempo immemorabile era incluso nella pieve di Lecco, il comune contava 553 abitanti, i quali aumentarono a 620 unità all'inizio del XIX secolo allorquando si ebbe la prima esperienza d'unione con Lecco su decreto di Napoleone, sebbene poi gli austriaci abbiano annullato il tutto. Raggiunte le 1 059 unità intorno al 1850, nel 1863 e poco dopo la costituzione del regno d'Italia assunse il nome Rancio di Lecco, mentre nel 1923, quando la popolazione era di 2 406 abitanti, venne definitivamente aggregato al comune di Lecco.

## Architetture
Nel rione sono presenti alcune architetture religiose, come la chiesa parrocchiale di Santa Maria Assunta, risalente al 1883 e che custodisce un olio su tela settecentesco, o la chiesa barocca di San Carlo, con portico settecentesco, e l'antistante Fontana delle Tre Bocche, chiamata così per via dei suoi tre boccagli. Numerose sono anche le ville signorili.